# Honoré d’Urfé
Honoré d'Urfé, hrabě de Châteauneuf, markýz du Valromey, pan de Virieu-le-Grand (11. února 1567 Marseille – 1. června 1625 Villefranche-sur-Mer, Francie) byl francouzský barokní romanopisec, který napsal první tzv. román-řeku nazvaný L’Astrée.

## Život
Narodil se v Marseille, centru Provence v šlechtické rodině spojené s domem savojských po své matce rozené de Savoie-Tende. Honoré studoval u jezuitů. Jelikož byl aktivní typ, zapojil se do spolku Katolická liga a zůstal navždy věrný vévodovi de Nemours. Rozvedl se s Anne d'Urfé a oženil se svou sestřenicí Dianou de Chậteaumorand, dobyl Forez a dal se jmenovat od vévody de Nemours generálporučíkem vlády ve Forez.
V roce 1607 založil se svými přáteli Akademii Florimontan (l'Académie Florimontanes), první vědeckou společnost v Savojsku.
Autor padl během válečného tažení proti Španělsku bojuje na straně savojského vévody.

## Dílo
Honoré d'Urfé je známý hlavně díky svému románu L’Astrée, prvnímu románu-řeka, pastoračnímu dobrodružnému románu inspirovanému částečně jeho vlastním životem. Román L’Astrée je prozaický útvar doplňováný poezií. D'Urfého poezie se skládala z několika žánrů: Stanca, sonet a poéma.

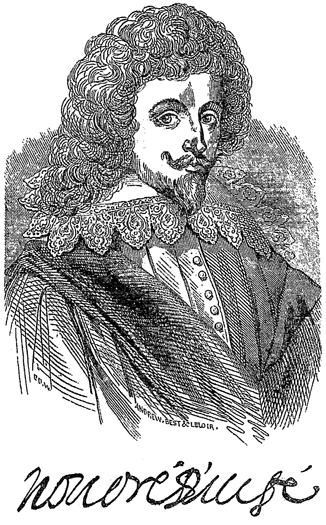
Honoré d'Urfé, rytina od Pietera Bailly z roku 1590 podle Van Dycka

Román vycházel na pokračování od roku 1607 do 1627. Má čtyři díly a je inspirován helénismem, Vergiliem a kurtoázními básníky. Román má přes 5000 stran, je rozdělen na pět částí, přičemž každá má 12 knih. Protože d'Urfé skonal v roce 1625, jeho tajemník Balthazar Baro dokončil vydání čtvrté části v letech 1632-1633. Pierre Boitel de Goubertin později editoval pátou a šestou část.
Román se stal jedním z největších literárních úspěchů 17. století. Stal se populárním čtením na všech dvorech Evropy, a samozřejmě na francouzském královském dvoře. Vliv románu je výrazný, například na hry Molièra a operní díla. Pastevecký styl zasáhl i do výroby značkového porcelánu s názvem Céladon podle jména mužské hlavní postavy románu. Pastýřská idylika jako styl vytrvala až do rokoka, do období Marie-Antoinetty.

### Poezie
- Stances d'Hylas
- Elle Feint de m'aimer
- Comparaison d'une fontaine à son déplaisir
- Je voudrais bien être vent quelquefois

### Próza
- La Triomphante Entrée de Magdeleine de La Rochefoucaud à Tournon (1583)
- Épîtres morales (1603)
- La Sireine (1604)
- L’Astrée (1607)
- La Savoysiade (1609)
- Paraphrases sur les cantiques de Salomon (1618)
- La Sylvanire ou la Morte vive (1625)